# Fotografiemuseum Amsterdam
Le FOtografiemuseum AMsterdam, souvent abrégé en FOAM est un musée de la photographie situé le long du Keizersgracht, à Amsterdam, aux Pays-Bas. Le musée fonctionne sur la base d'expositions temporaires où tous les types de photographie sont représentés, parmi lesquels des photographies historiques, d'art, de mode ainsi que des photographies journalistiques. Aux côtés des collections de photographes renommés le musée accordé également une place importante aux thématiques d'actualité dans le domaine de la photo, ainsi que pour les artistes en devenir.
Le musée est pourvu d'une librairie, ainsi que d'un café et d'une bibliothèque. Le FOAM publie également son propre magazine en anglais, intitulé Foam Magazine, sur une base trimestrielle. En outre, le musée possède un espace de vente sur Vijzelstraat sous le nom de « &Foam » où des expositions thématiques sont présentées, et où le travail de jeunes photographes est promu dans une galerie baptisée Foam Editions.
Fin 2014, les lauréats du FOAM Talent étaient exposés à l'Atelier Néerlandais (nl) de Paris. Se démarquant à une échelle plus grande, ces jeunes artistes de moins de 35 ans se démarquent par des visuels novateurs et réfléchis. Cette année, ce sont les 21 artistes internationaux suivants qui ont été nommés : Charles-Henry Bédué (FR), Andrey Bogush (FI), Jonny Briggs (UK), Daniel Everett (USA), Lucas Foglia (USA), Julien Gremaud (CH), Jing Huang (CH), Otto Kaan (NL), Sasha Kurmaz (UA), Catharine Maloney (USA), Yoshinori Mizutani (JP), Nerhol (JP), Eva O'Leary & Harry Griffin (USA), Alice Quaresma (BR), Jan Rosseel (NL), Émilie Régnier (CA), Christto & Andrew (QA), Jennifer Niederhauser Schlup (CH), Sarah Ancelle Schönfeld (DE), Lukas Wassmann (CH), Hannah Whitaker (USA).